# McDonnell Douglas A-12 Avenger II
O McDonnell Douglas/General Dynamics A-12 Avenger II foi um projecto da McDonnell Douglas e da General Dynamics para uma aeronave de ataque e bombardeamento, a ser usada pela Marinha dos Estados Unidos. Seria uma asa voadora capaz de actuar em qualquer condição meteorológica e a partir de porta-aviões, e visava substituir o Grumman A-6 Intruder. O seu nome teve origem no Grumman TBF Avenger da Segunda Guerra Mundial.
O desenvolvimento desta aeronave sofreu vários problemas devido a custos imprevistos e vários atrasos na sua concepção, fazendo com que o programa não conseguisse cumprir as metas estabelecidas; estes problemas levaram ao encerramento do programa em 1991. O seu cancelamento foi contestado em processos judiciais até ser alcançado um acordo em Janeiro de 2014.

## Design e desenvolvimento

### Programa ATA
A Marinha dos Estados Unidos iniciou o programa ATA (em inglês: Advanced Tactical Aircraft) em 1983. Este programa tinha como objectivo desenvolver um substituto para o A-6 Intruder até 1994. A tecnologia furtiva desenvolvida para a Força Aérea dos Estados Unidos seria usada no programa. Assim, foi aberto um concurso para as equipas aeronáuticas McDonnell Douglas/General Dynamics e Northrop/Grumman/Vought em Novembro de 1984; em 1986, foram adjudicados contratos a ambas as equipas para desenvolvimentos adicionais do conceito.
A equipa McDonnell Douglas/General Dynamics foi seleccionada como a vencedora no dia 13 de Janeiro de 1988, sendo que a equipa rival não submeteu uma proposta final. A McDonnell Douglas/General Dynamics recebeu assim o contrato de desenvolvimento e a aeronave foi designada A-12. O primeiro voo desta aeronave ficou planeado para Dezembro de 1990. O A-12 foi baptizado de Avenger II em homenagem à famosa aeronave da Segunda Guerra Mundial Grumman TBF Avenger.
A marinha inicialmente tinha intenções de comprar 620 aeronaves e o Corpo de Fuzileiros Navais dos Estados Unidos 238. Além disto, a força aérea norte-americana também pretendeu comprar 400 variantes, porém pouco tempo depois mudaram de ideias. O A-12 havia sido proposto também como um possível substituto do General Dynamics F-111 Aardvark e do britânico Panavia Tornado. Esta aeronave teria o design de uma asa voadora com o formato de um triângulo isósceles, com o cockpit situado no vértice do triângulo. Isto deu à aeronave a alcunha de "Dorito Voador".

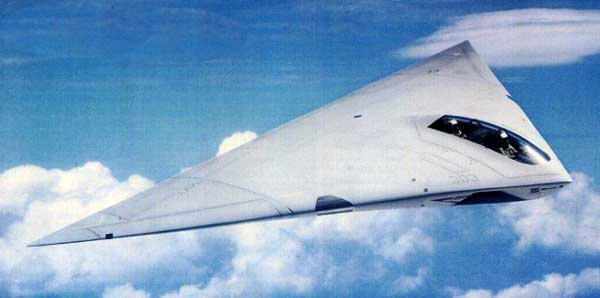
Um desenho artístico de um A-12 Avenger II em pleno voo.

A aeronave seria alimentada por dois motores General Electric F404 e equipada com dois mísseis guiados ar-ar AIM-120 AMRAAM e dois mísseis ar-terra AGM-88 HARM, juntamente com a capacidade de carregar no seu compartimento de bombas uma série de bombas não guiadas ou de precisão. Dada as características da sua capacidade de armamento, é possível que o A-12 pudesse carregar também armamento nuclear. A capacidade máxima de bombas que poderia carregar seria de 2300 kg.
No início de 1990 a McDonnell Douglas e a General Dynamics revelaram vários atrasos e custos imprevistos que necessitariam um aumento do orçamento para o programa. Devido a várias complicações com o fabrico de materiais compostos para a aeronave, o peso da mesma aumento 30% acima do previsto; isto revelou-se um grave problema para uma aeronave que deveria operar eficientemente a partir de um porta-aviões. Dificuldades técnicas com a complexidade do sistema de radar também causaram um aumento nos custos; um estudo estimava que o A-12 consumiria até 70% do orçamento da marinha para aeronaves. Depois de vários atrasos, a revisão ao design acabou por acontecer em Outubro de 1990 e o primeiro voo foi remarcado para o início de 1992. Em Dezembro de 1990 foram feitos planos para equipar 14 porta-aviões da marinha com esta nova aeronave; cada porta-aviões com uma asa de 20 A-12.
Um relatório do governo em Novembro de 1990 apresentava sérios problemas no programa de desenvolvimento do A-12. Em Dezembro de 1990 o Secretario de Defesa Dick Cheney disse à Marinha para justificar o programa e apresentar razões para o mesmo não ser cancelado. A resposta dada pela Marinha e pelos fabricantes não conseguiu persuadir o Secretário de Defesa, e assim o programa foi cancelado no mês seguinte, a 7 de Janeiro de 1991, por quebra de contrato.
O governo assumiu que os fabricantes não conseguiriam realizar o programa e notificou-os de que teriam que pagar mais de 2 biliões de dólares que haviam sido gastos no desenvolvimento do A-12. A McDonnell Douglas e a General Dynamics não concordaram e levaram o caso ao Tribunal de Reclamações Federais dos Estados Unidos. As razões e as causas do cancelamento foram debatidas em tribunal e continuam a gerar controvérsia, havendo sugestões de esquemas e favorecimentos políticos por de trás da acção de cancelamento.

### Conclusão

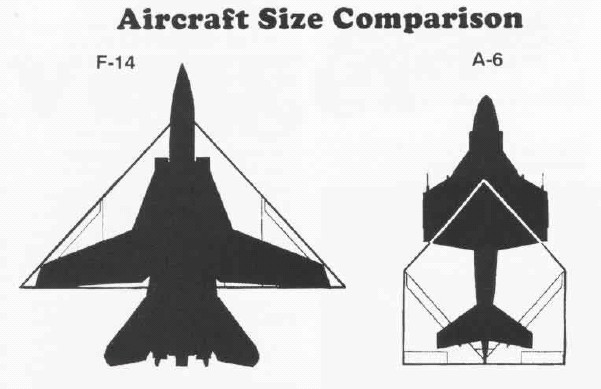
O A-12 comparado com um F-14 e um A-6

Depois do cancelamento do A-12, a marinha decidiu comprar o Boeing F/A-18E/F Super Hornet, que veio a substituir o A-6 Intruder e o F-14 Tomcat. O Super Hornet usa o General Electric F414, que é uma variante do F404 desenvolvido para o A-12. O modelo à escala real do A-12 foi revelado ao público na Base Aérea Naval de Fort Worth, em Junho de 1996. O cancelamento do A-12 é visto como uma das grandes perdas dos anos 90 que contribuíram para a fusão da já fraca McDonnell Douglas com a rival Boeing, em 1997. Depois de estar armazenado durante vários anos dentro de um armazém da Lockheed em Fort Worth, no Texas, o modelo foi transportado para o Museu de Aviação de Fort Worth em Junho de 2013.
A maneira em como o programa foi cancelado criou um processo que se arrastou durante muitos anos em tribunal, entre os fabricantes e o Departamento de Defesa dos Estados Unidos. No dia 1 de Junho de 2009, o Tribunal de Apelação para o Circuito Federal dos Estados Unidos decidiu que o cancelamento do programa foi um acto justificado; a decisão também apontava que os dois fabricantes deveriam pagar ao governo norte-americano uma soma de 1,35 biliões de dólares, juntamente com uma soma de juros no valor de 1,45 biliões. A Boeing, que havia-se fundido com a McDonnell Douglas, e a General Dynamics contestaram a decisão e recorreram. A 10 de Setembro de 2010 o Supremo Tribunal dos Estados Unidos comunicou que iria analisar os argumentos das duas companhias, de que o cancelamento do programa por parte do governo havia sido mal feito e que os segredos de estado por parte dos Estados Unidos haviam impedido que o programa se desenrolasse de maneira eficiente. Em Maio de 2011, o Supremo Tribunal devolveu o caso ao Circuito Federal. Em Janeiro de 2014, o caso foi encerrado com a Boeing e a General Dynamics a aceitarem pagar 200 milhões cada à Marinha dos Estados Unidos.